# Javi Pérez
Javier Pérez de Lucía Burgos (Rocafort, Valencia, España; 29 de marzo de 1996), conocido como Javi Pérez, es un exfutbolista español. Jugaba de centrocampista.

## Trayectoria

### Inicios
Pérez se unió a la cantera del Valencia C. F. a los 5 años de edad, donde pasó 15 años en los diferentes niveles de las inferiores del club. Pasó tiempo a préstamo al Hospitalet y en el UD Alzira, y luego de dejar el Valencia Mestalla jugó un corto periodo en el C. D. Buñol.
Pérez entró a la Universidad de Pittsburgh en el 2017, donde jugó dos temporadas para los Pittsburg Panthers.

### Profesionalismo
El 14 de enero de 2019 fue seleccionado en el lugar 64 del SuperDraft de la MLS 2019 por Los Angeles FC. Firmó un contrato con el club el 10 de marzo de 2019. Debutó en el club de Los Ángeles el 23 de marzo de 2019 ante el Real Salt Lake, cuando entró en el minuto 78 por André Horta. Fue enviado a préstamo al Phoenix Rising para la temporada 2019. Dejó Los Ángeles al término de la temporada 2019,
El 16 de junio de 2020 anunció su retiro como futbolista profesional.

## Clubes
| Club                         | País           | Año         |
| ---------------------------- | -------------- | ----------- |
| Valencia CF Mestalla         | España         | 2015 - 2016 |
| Hospitalet (préstamo)        | España         | 2015 - 2016 |
| U. D. Alzira (préstamo)      | España         | 2016        |
| C. D. Buñol                  | España         | 2016 - 2017 |
| Los Angeles FC               | Estados Unidos | 2019        |
| Phoenix Rising FC (préstamo) | Estados Unidos | 2019        |